# 東京都教職員研修センター
東京都教職員研修センター（とうきょうときょうしょくいんけんしゅうセンター、英: Tokyo Metropolitan School Personnel In-Service Training Center）は、東京都が設置する教育関係職員の研修機関である。

## 概要
東京都における教育の充実及び振興を図るため、2001年に東京都立教育研究所、東京都立多摩教育研究所及び東京都総合技術教育センターを廃止・統合して、東京都教職員研修センターが設置された。

## 所在地
本センターは東京都文京区本郷1丁目3番3号に所在している。東京都立工芸高等学校の隣にあり、センター建物は同校校舎と棟続き（合築）である。

## 事業
事業内容は下記の通りである。
1. 公立学校の教職員の研修に関すること
2. 東京都教育委員会の任命に係る職員(教職員を除く)の研修に関すること
3. 教育に関する専門的、技術的事項の調査研究に関すること
4. 教育に関する資料の収集及び活用並びに教職員に対する研究相談に関すること
5. 前項に掲げるもののほか、目的を達成するために必要な事業

## 沿革
＜出典：＞
- 1939年（昭和14年）6月 - 前身の東京市教育局教育研究所が発足
- 1954年（昭和29年）5月 - 東京都立教育研究所の設置
- 1966年（昭和41年）1月 - 目黒区に新研究所の建物が竣工、移転
- 1987年（昭和62年）4月 - 東京都立多摩教育研究所の設置
- 1996年（平成8年）4月 - 東京都総合技術教育センターの設置（旧都立工業技術教育センター及び旧都立情報処理教育センターの統合）
- 2001年（平成13年）3月 - 東京都立教育研究所、東京都立多摩教育研究所及び東京都総合技術教育センターの廃止
- 2001年（平成13年）4月 - 東京都教職員研修センター（本館、目黒区）を設置し、分館（文京区）も設置する
- 2006年（平成18年）4月 - 分館を統合し、本館へ移転[注釈 1]
- 2016年（平成28年）7月 - 都立多摩図書館の移転（立川市→国分寺市）[5]に伴う旧建物廃止のため、センター立川分室を閉室

## 組織
- 企画部
  - 総務課
  - 企画課
- 研修部
  - 教育経営課
  - 授業力向上課
  - 専門教育向上課
  - 教育開発課